# Agrotisia subhyalina
Agrotisia subhyalina är en fjärilsart som beskrevs av George Francis Hampson 1908. Agrotisia subhyalina ingår i släktet Agrotisia och familjen nattflyn. Inga underarter finns listade i Catalogue of Life.